# Лахер Зе
Лахер Зе (на немски: Laacher See) е кратерно езеро в планината Айфел и е най-голямото езеро в провинция Рейнланд-Пфалц, Германия. Езерото е с диаметър 2 км, отстои на около 24 км северозападно от Кобленц, 37 км южно от Бон и 8 км западно от Андернах. Образувало се е в калдерата на вулкана Лахер след последното му изригване, което датира от 11-ото хилядолетие пр.н.е. Отделянето на газове, което може да се наблюдава като мофети в югоизточната част на езерото, е признак на продължаващ вулканизъм. Експлозията е с индекс 6 по скалата на вулканичния експлозивен индекс (ВЕИ) и е с обем 16 км³. За сравнение, изригването на Пинатубо през 1991 г. беше около 10 км³ (ВЕИ 6), а изригването на Сейнт Хелънс през 1980 г. беше само около 0,5 км³ (ВЕИ 5). Площта на овалното езеро е приблизително 3,31 км², максималната дълбочина е 51 м.
Самото име на езерото Laacher See е тавтология. Думата Laach идва от старогерманската lacha, свързана е с днешната дума Lache, латинската lacus и английската lake, т.е. езеро. Немската дума See също означава езеро.
През 19-и век йезуитският орден построява вила на брега на езерото Лахер Зе. Тази сграда става истински капан за монасите – за около 20 години в нея загиват 17 души, много от тях в съня си. Дълго време смъртта им остава загадка, докато не се установява, че многото мофети по брега изпускат въглероден диоксид.
Според експерти супервулканът Лахер при последното си изригване е изхвърлил стотици милиони тона пепел и камъни на площ от няколкохиляди квадратни километра. Периодично се регистрират леки трусове, което в комбинация с мофетите показва, че вулканът е активен.